# Centro de Informações de Recursos Ambientais e de Hidrometeorologia de Santa Catarina
O Centro de Informações de Recursos Ambientais e de Hidrometeorologia de Santa Catarina, também conhecido como Ciram, é um dos centros especializados de pesquisa que compõem a estrutura da Epagri. (Empresa de Pesquisa Agropecuária e de Extensão Rural de Santa Catarina). Foi fundado em 1997 e tem sede em Florianópolis. Desenvolve pesquisas e ações operacionais em sete setores: gestão e saneamento ambiental, zoneamento agroambiental, geoprocessamento, ordenamento ambiental, agrometeorologia, meteorologia e tecnologia da informação e comunicação.

## O CIRAM
O Centro de Informações de Recursos Ambientais e de Hidrometeorologia de Santa Catarina CIRAM/EPAGRI Ciram  faz parte da estrutura da Epagri  (Empresa de Pesquisa Agropecuária e de Extensão Rural de Santa Catarina). Com sede em Florianópolis, foi fundado em 14 de julho de 1997 para para ser o órgão com a responsabilidade pelo monitoramento ambiental de Santa Catarina. 

Conta com uma equipe multidisciplinar, formada por cerca de 70 profissionais, grande parte deles mestres e doutores. Sua estrutura operacional e de pesquisa está subdividida em sete setores: gestão e saneamento ambiental, zoneamento agroambiental, geoprocessamento, ordenamento ambiental, agrometeorologia, meteorologia e tecnologia da informação e comunicação. 

O Ciram é um Centro de referência nacional em pesquisa e disseminação de informações ambientais. É também o órgão oficial de previsão do tempo no Estado de Santa Catarina, tendo sido o responsável pela identificação, nomeação e emissão de aviso contra a chegada do furacão Catarina, em março de 2004, o primeiro registrado no Atlântico Sul. 

É o órgão encarregado do gerenciamento da Rede de Monitoramento Hidrometeorológico de Santa Catarina, que conta com cerca de 170 estações agrohidrometeorológicas automáticas e convencionais instaladas. Essas estações coletam, desde o início do século XX, dados de temperatura, nível de rio, precipitação, umidade relativa do ar, vento, molhamento foliar, radiação solar e pressão atmosférica. Graças a essa Rede, o banco de dados do Ciram já reúne mais de 150 milhões de dados armazenados, número que cresce na ordem de 50 mil novos dados ao dia. 

A produção científica  é uma das formas que a Epagri/Ciram tem de retornar à  sociedade o investimento feito pelos governos estadual e federal. Um dos modos de mensurá-la é pela quantidade de publicações (artigos, resumos, capítulos de livros e outros documentos em eventos e publicações nacionais e internacionais) que tenham entre seus autores pesquisadores do Centro. 

Em 2010 foram 40 publicações que tiveram como primeiros autores pesquisadores da Epagri/Ciram. Naquele mesmo ano os profissionais do Centro lançaram 77 publicações na qualidade de coautores. Nos anos anteriores esse número ficou abaixo das três dezenas, o que revela um sólido crescimento na produção científica. 

## Setores

### Agrometeorologia

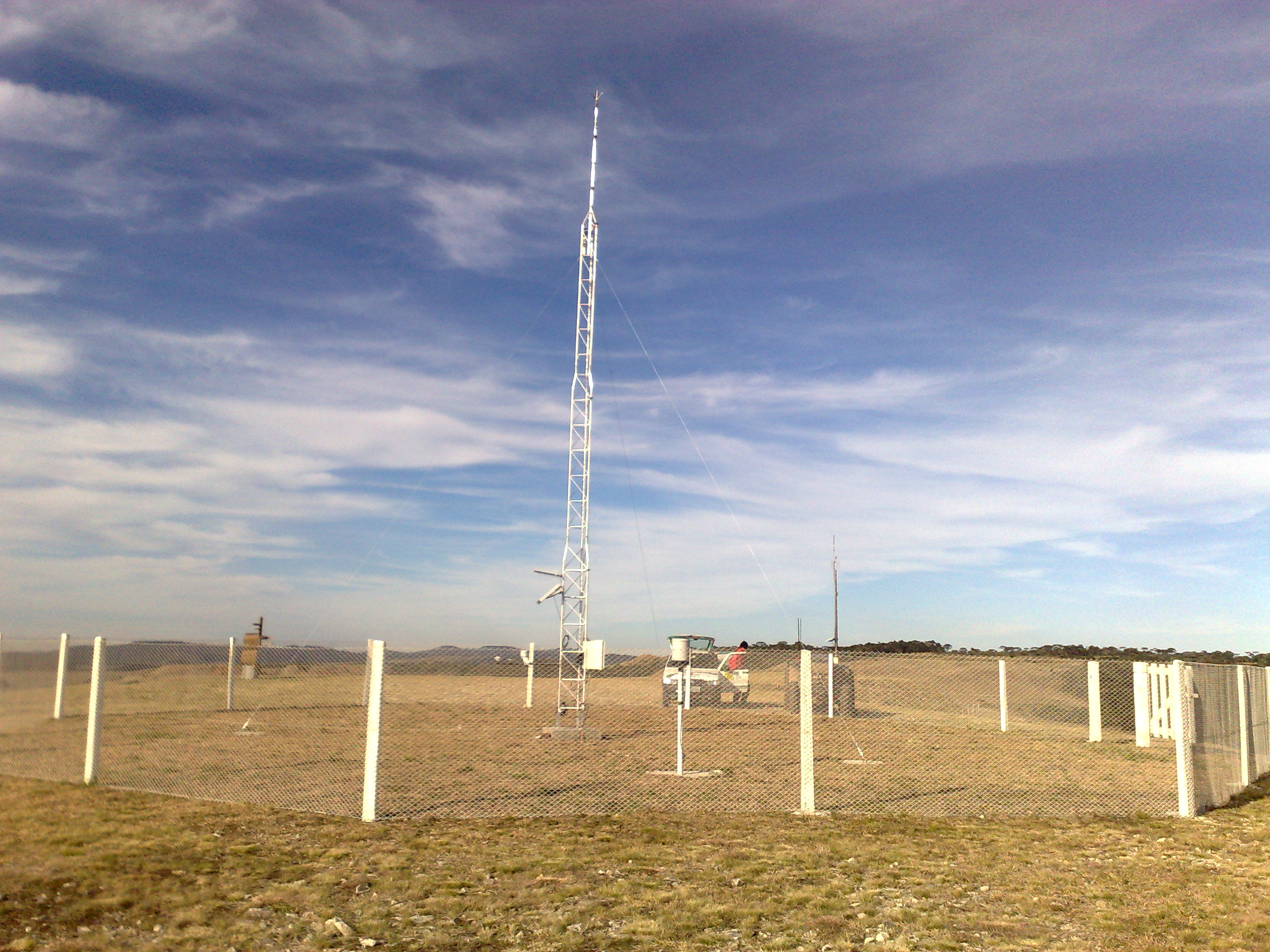
Estaçáes meteorológicas automáticas compõem a Rede de Monitoramento Ambiental de SC, cuja ampliação e manutenção é função do setor de agrometeorologia

Desenvolve produtos e tecnologias para dar conta da demanda proveniente do meio rural catarinense. Sua principal atuação concentra-se na ampliação e manutenção da Rede de Monitoramento Ambiental de SC, formada por estações agrometeorológicas convencionais e automáticas. 

Tais equipamentos medem diversas variáveis ambientais como nível de chuva, temperatura e umidade relativa do ar. As medições são feitas quatro vezes ao dia, no caso das estações convencionais, e a cada hora, no caso das estações automáticas, e inseridas no banco de dados da Epagri/Ciram. 

Esses dados embasam estudos e ações realizadas dentro de fora da Epagri, além de servirem para o desenvolvimento de produtos específicos para o meio rural. O principal sistema de divulgação desses produtos é a Internet. Como exemplo dos produtos oferecidos podemos citar os projetos:
Fruplanorte e
Agroalertas.

### Geoprocessamento

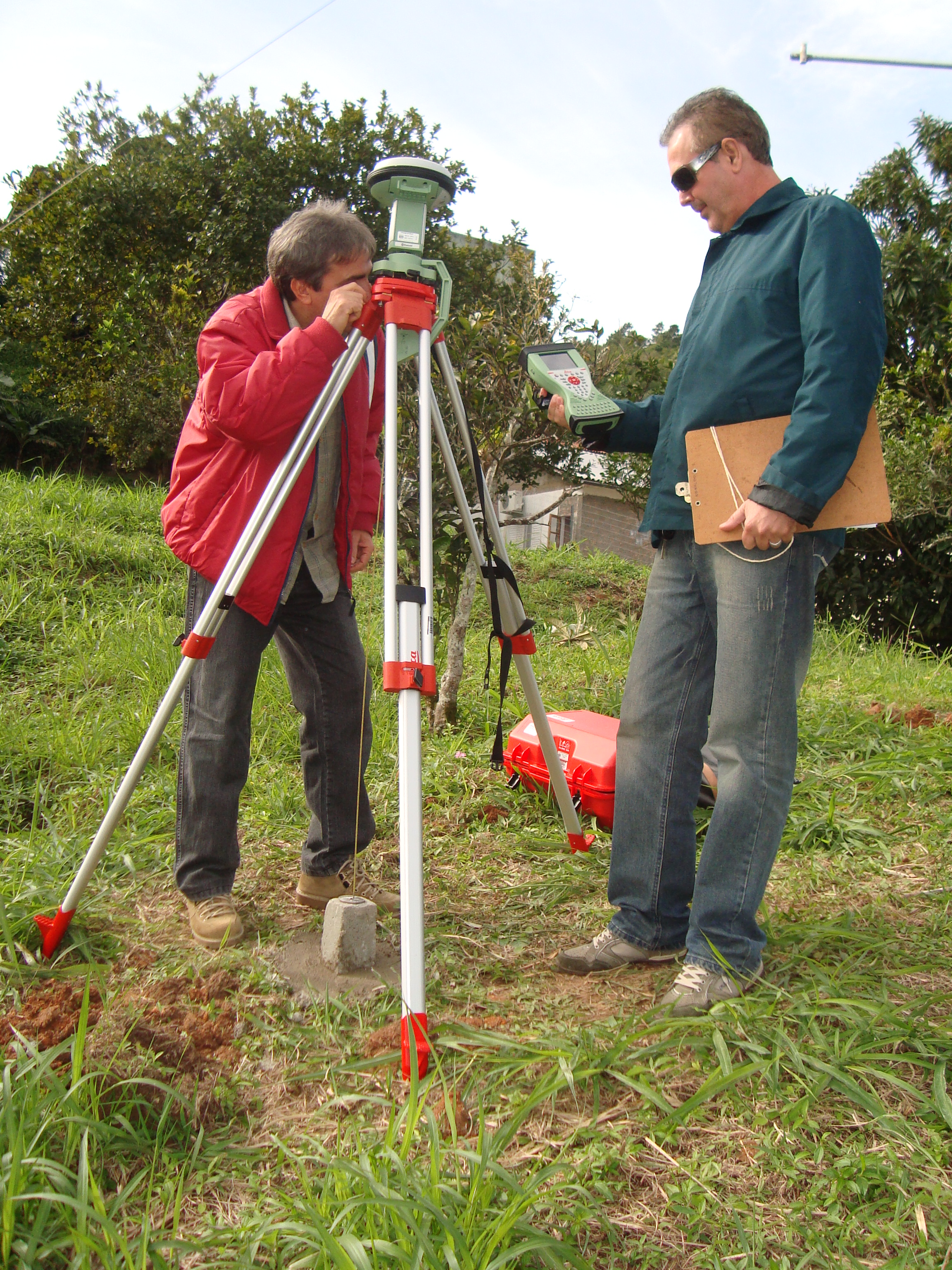
Levantamento de dados é uma das atividades do setor de geoprocessamento

O setor desenvolve ações operacionais baseadas no armazenamento e criação de bases geográficas. Neste sentido, é responsável pelo gerenciamento da cartografia catarinense e também de outros dados provenientes de fontes diversas. 

A atuação em pesquisa se relaciona com o desenvolvimento de métodos e produtos que atendam demandas especificas. Desenvolve também capacitações para usuários de diversos níveis, público formado por profissionais de outras instituições, acadêmicos e pelo próprio corpo funcional da Epagri.  

### Gestão e Saneamento Ambiental
Tem como missão desenvolver atividades de pesquisa voltadas ao aprimoramento de tecnologias relacionadas ao saneamento ambiental, com base na utilização de resíduos de origem agropecuária e na avaliação de cenários de ocupação e uso das terras agrícolas. 

O setor atua nas seguintes linhas de pesquisa: avaliação dos impactos da agricultura no ambiente; uso agrícola, gestão e valorização de dejetos animais; modelagem ambiental dos processos físicos e biogeoquímicos de ambientes naturais. 

Atualmente as principais ações executadas pelo setor são:
- Simulação dos impactos das mudanças climáticas globais no regime hidrológico e na erosão do solo em bacias hidrográficas agrícolas;
- Classificação do potencial produtivo de moluscos bivalves pela distribuição de organismos patogênicos e salinidade nas águas de cultivo;
- Valoração de resíduos agropecuários e seus impactos no solo, nos recursos hídricos e na economia;
- Modelagem da dinâmica de água em bacias hidrográficas e monitoramento quali-quantitativo de águas superficiais.

### Meteorologia

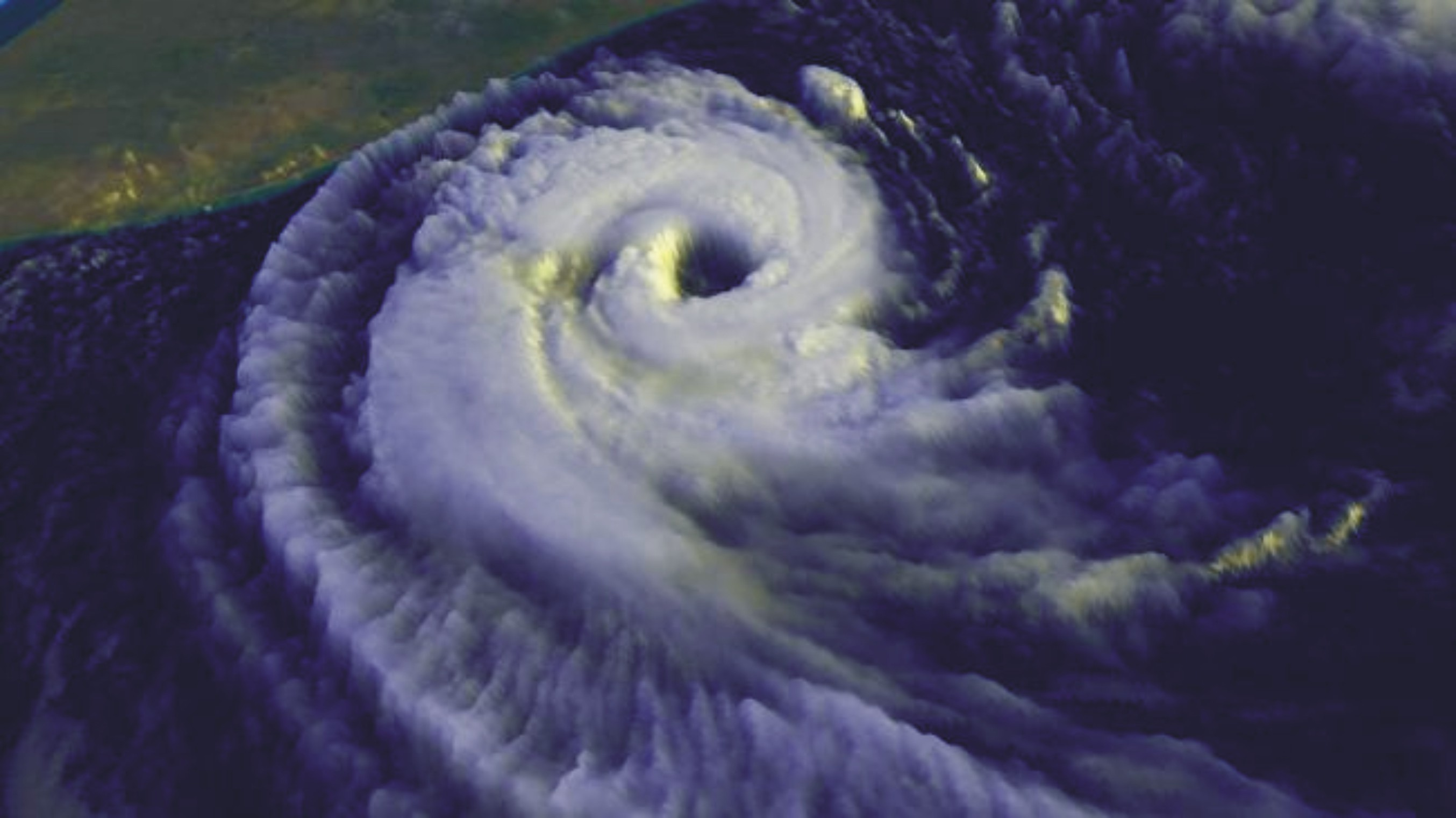
Furacão Catarina, ocorrido em março de 2004, foi um dos fenômenos identificados e monitorados pelo setor de meteorologia

Atua em pesquisas e operacionalmente. Sua atuação operacional, na previsão de tempo e clima, inclui a confecção e distribuição de boletins meteorológicos diários, quinzenais e mensais. O setor também atende sistematicamente à imprensa catarinense e nacional e produz previsões para setores específicos. Mantém uma relação bastante próxima à Secretaria de Estado de Defesa Civil, com emissão de avisos meteorológicos no caso de previsão de eventos extremos. 

Faz diariamente uma previsão diferenciada das condições de tempo e mar para atividades ligadas ao setor portuário, pesqueiro, segurança marítima, turismo e esportes. A temperatura da superfície do mar (TSM), com ênfase na Costa Sul Brasileira, e a tábua de maré astronômica para diversos locais, também são disponibilizadas diariamente. 

### Ordenamento Ambiental

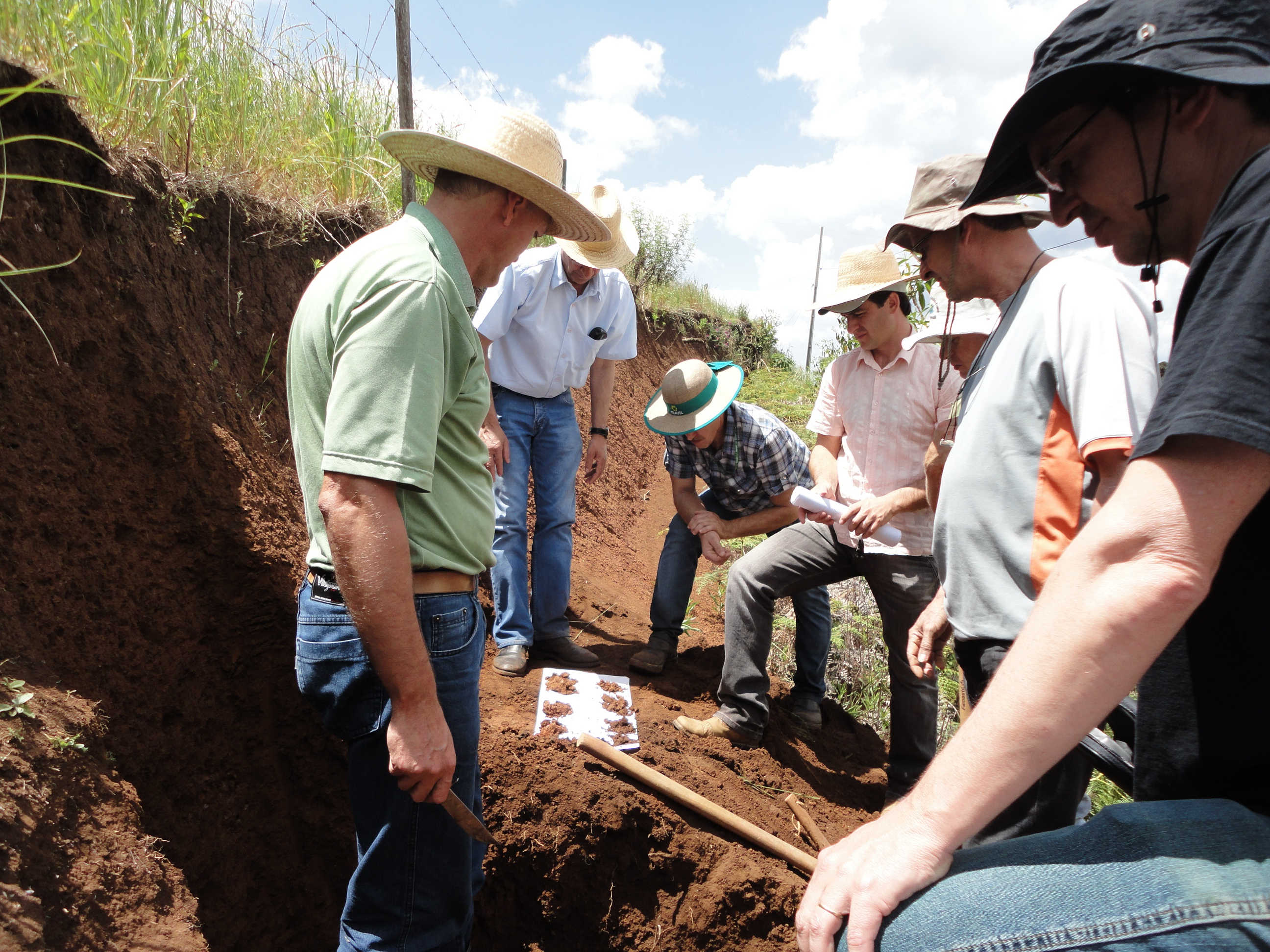
Estudo das características físicas do solo é um dos focos do setor de ordenamento ambiental

É um dos principais setores da Epagri na função de levantar, analisar e gerar informações sobre o espaço rural, apoiando os gestores e produtores na elaboração de um planejamento capaz de oferecer formas de utilização sustentável da terra. Para tanto, é necessário avaliar os potenciais de uso da terra, considerando não apenas os aspectos físicos, mas também os legais, econômicos e sociais. O trabalho busca fixar o homem no campo, oferecendo-lhe melhores condições de trabalho e de vida. 

Atuando desde o início dos anos 1990, o setor já confeccionou cerca de 170 inventários de terras. Desenvolve diversos produtos, apresentados na forma de relatórios técnicos e mapas temáticos e reunidos por unidade hidrográficas ou atendendo a demandas específicas, sejam elas de unidades da Epagri ou não. 

As áreas atuais de envolvimento do setor estão representadas em diversos projetos de pesquisa co-participativos com as Gerências Regionais, além de unidades de pesquisa e extensão rural da Epagri em diversos municípios do Estado. Também atua em parcerias externas com a UFSC, Banco Mundial, CNPq, Fapesc.sc.gov.br, entre outras.

### Tecnologia da Informação e Comunicação (TIC)
Atuando no apoio a todas as áreas do Ciram, o setor é responsável por manter a estrutura de servidores, banco de dados, sistemas, desenvolvimento e hospedagens de sites, desenvolvimento de soluções para projetos e análise e melhoria contínua de seu processo. 

Suas ferramentas garantem a agilidade e rapidez necessárias na distribuição das informações originadas pelas atividades operacionais e de pesquisa desenvolvidas no Centro. É responsável pela integração de dados e informações dos diversos segmentos do Ciram, mantendo e desenvolvendo diversos sistemas. 

A TIC também apoia os projetos de pesquisa de outros setores do Centro, além de prospectar novas tecnologias através de projetos próprios. As constantes buscas por inovações tecnológicas viabilizam um melhor desempenho dos sistemas de informação, com redução de custos e uma disponibilidade de serviços e infraestrutura mais eficiente e eficaz. 

Conta com equipamentos capazes de rodar modelos hidrometeorológicos e de processar, de maneira adequada e ininterruptamente, os dados recebidos da Rede de Monitoramento Hidrometeorológico de Santa Catarina. 

### Zoneamento Agroambiental

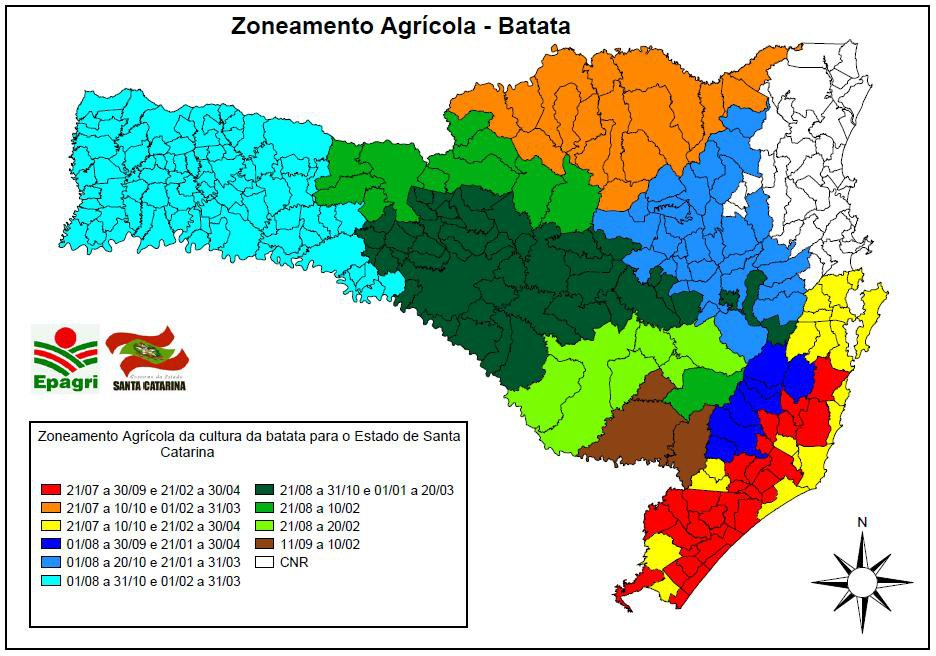
Zoneamento agrícola indica regiões e épocas recomendáveis para diversos cultivos em SC

A atividade agrícola está intimamente ligada às condições ambientais. É nesse campo de conhecimento que o zoneamento agroambiental se insere, desenvolvendo pesquisas em agrometeorologia. 

Só conhecendo o ambiente o homem pode extrair o máximo potencial da agricultura, tornando-a produtiva e viável social e economicamente.  

Nesta perspectiva, o setor atua em diversas linhas de pesquisa, entre elas zoneamento agrícola, prospecção de cenários agrícolas diante de possíveis mudanças climáticas, climatologia de Santa Catarina e também na prevenção a desastres naturais no Estado. 